# Philodinavus aussiensis
Philodinavus aussiensis är en hjuldjursart som beskrevs av Ricci, Shiel, Fontaneto och Melone 2003. Philodinavus aussiensis ingår i släktet Philodinavus och familjen Philodinavidae. Inga underarter finns listade i Catalogue of Life.